# کینسه‌آنیرا
کینسه‌آنیرا (به لاتین: Quinceañera) (همچنین خوانده می‌شود Fiesta Quinceañera یا ساده‌تر quinces) جشن تولّد پانزده سالگی دختران تلقّی می‌شود. این جشن معمولاً در آمریکای لاتین برگزار می‌شود. این جشن تولد با سایر تولدها تفاوت دارد زیرا آن از نشانهٔ پایان دورهٔ کودکی و ورود به ابتدای دورهٔ بزرگسالی می‌دانند. نحوهٔ برگزاری این جشن در کشورهای مختلف، تفاوت‌های قابل توجهی دارد، برای مثال در برخی جشن‌ها مذهب نقش پررنگ تری نسبت به سایر عوامل دارد.

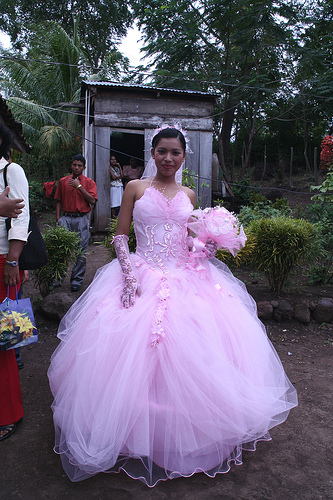
دختر نیکاراگوئه‌ای و جشن کویینسس او

## آرژانتین، پاراگوئه و اروگوئه
در کشورهای آرژانتین، پاراگوئه و اروگوئه جشن کینسه‌آنیرا (که به fiesta de quince معروف است) با ورود دختر نوجوان در حالی که لباس مخصوص جشن به تن دارد و پدرش او را همراهی می‌کند آغاز می‌شود. محل برگزاری جشن، اگر فضای بسته باشد، معمولاً آستانه ورودی تزیین شده دارد و هنگامی که پدر و دخترش وارد می‌شوند موسیقی ملایمی نواخته می‌شود و مهمان‌ها به پدر گل هدیه می‌کنند (معمولاً گل رز). بعد از این مقدمه، مراسم رقص والس شروع می‌شود که دختر نوجوان با همهٔ دوستان و خویشاوندان خود می‌رقصد. جشن کویینسس به چند بخش تقسیم می‌شود و معمولاً در هر بخش غذاهای متنوعی ارائه می‌شود. روند یک مراسم معمولی به ترتیب زیر است:
1. ورود، با پخش موزیک ملایم همراه است.
2. رقص والس
3. . صرف غذای
4. دور اول رقص
5. صرف غذای اصلی
6. دور دوم رقص
7. صرف دسر و پخش ویدیوهای جشن تولدهای گذشته-اختیاری-
8. پانزده شمع مخصوص مراسم -اختیاری-
9. دور سوم رقص
10. سرو مشروب، بریدن کیک تولد، مراسم بازکردن روبان‌های سحرآمیز (که در یکی از آن‌ها انگشتر مخفی است)
11. رقص کارنوال

### مراسم ۱۵ شمع
در این مراسم دختر میزبان ۱۵ شمع به همراه خود می‌آورد که پس از سخنرانی‌اش هر یک از آن‌ها را به پانزده نفر اول تأثیرگذار در طول این پانزده سال زندگی‌اش می‌دهد. این رسم همچنین به اسم «درخت زندگی» (Tree of Life) نیز شناخته شده‌است. ۱۵ شمع نمادی از سال‌های پشت سر گذاشته شده توسط دختر است. هر شمع سمبلی است از خاطراتی که دختر میزبان با اشخاص مدعو دارد.

## کوبا
در کوبا گاهی مراسم با با گروه رقص باله شامل ۱۶ زوج همراه است که در وسط میدان رقص دختر پانزده ساله با زوج خود که معمولاً از دستان صمیمی او یا ذوست پسرش است، قرار دارد. در میان گروه رقصنده‌ها چهار تا شش زوج رقصنده حضور دارند که حرفه‌اینامیده می‌شوند. این افراد معمولاً رقصنده‌های ناشی هستند که نقششان بیشتر برای تأیید بر زوج میان میدان است. مردان رقصنده اجازه دارند لباس اسموکینگ در رنگی بپوشند. مراسم تولد پانزده سالگی در کوبا دهه ۷۰ بسیار محبوب بوده‌است. این عمل تا حدودی به کوبا از طریق اسپانیا وارد شده، اما بیشترین تأثیر فرانسه بوده‌است. در واقع خانواده ثروتمند که قادر به اجاره اتاق غذاخوری گران در باشگاه‌های خصوصی یا هتل چهار و پنج ستاره بودند کویینسس‌های نامیده می‌شدند.
این مراسم معمولاً در خانهٔ بزرگی از خود خانوادهٔ دختر یا اقوامش گرفته می‌شود. با وجود این که این یک سنت است، امروزه در آمریکای لاتین و جوامع اسپانیایی آمریکای شمالی آن را در صورت تقاضای خود دختر برگزار می‌کنند.

## جمهوری دومینیکن
در جمهوری دومینیکن این مراسم بسیار سنّتی و معمول است. مراسم با رفتن حضار به کلیسای کاتولیک شروع می‌شود، در حالی که همگی از خداوند به خاطر یک سال دیگر به دختر عمر اعطا کرده تشکّر طلب مغفرت و زحمت می‌کنند. در جشن تولد دختر وارد محل خاصی شد (کلوب شبانه، سالن رقص، هتل یا اتاق خود نوجوان) چهارده زوج دور او جمع می‌شوند که با دختر و همراهش در مجموع پانزده زوج می‌شوند. دختر کویینسس معمولاً پیراهن جدید و رنگی می‌پوشد وسایر جفت‌ها، دختران پیراهن‌های بلند و پسرها کروات و کت و شلوارهای براق و رنگی به تن دارند. لباس آن‌ها هیچ وقت از نظر زیبایی لباس صاحب مجلس را تخت شعاع قرار نمی‌دهد. دختر در مجلس با همراهش در مرکز می‌رقصد و در پایان مراسم رقص با پدرش والس می‌رقصد. در دومینیکن اینطور مرسوم است که زوج‌های با ریتم‌های مختلف موزیک مانند پاپ، سالسا و…. می‌رقصند و در بوفه انواع نوشیدنی در طول جشن سرو می‌شود.
همان‌طور که در جشن به مهمان‌ها هدایایی به عنوان یادگاری داده می‌شود، شرکت‌کننده‌ها آلبوم خانوادگی را دست به دست کرده حضور خود را ثبت می‌کنند. یکی از جاذبه‌های اصلی در جمهوری دومینیکن کیک‌های سنتی پانزده سال، که معمولاً یک کیک از بزرگ و زیبا است، که با استفاده از طرح‌های بسیار رنگارنگ آن را تزئین کرده‌اند. کیک مدت کوتاهی پس از تشریفات رقص بریده می‌شود. معمولاً در این مجلس از خواننده‌های محلّی یا معروف دعوت می‌شود تا اجرای زنده به مراسم شور و نشاط بیشتری ببخشد.

## مکزیک
در مکزیک، جشن تولد با اولین آرایش ظاهری دختر همراه است، در حالی که نه تنها صورت بلکه مو و ناخن نیز به تناسب لباس انتخابی برای جشن آرایش می‌شود.
در سنت مکزیکی‌ها، اگر دختر کاتولیک باشد، مراسم با حضور جمعیت شکرگزار در کلیسا شروع می‌شود. دختر نوجوان در لباسی رسمی که به صورت خلاقانه‌ای مثل لباس عروس در جوامع غربی ظاهر می‌شود این لباس معمولاً صورتی روشن است که نشانی از خلوص اوست. اما امروزه لباس‌های جشن بیشتر رنگ سفید با قلاب دوزی‌های رنگارنگ انتخاب می‌شوند. همراهان دختر هنگام ورود به جشن، پدر و مادر، پدربزرگ و مادربزرگ و دوستان صمیمی او هستند. در این زمان، گردنبند یا آویزی با نشان بانوی گوادالوپ مکزیک Virgin of Guadalupe از طرف پدر و مادرخوانده‌اش دریافت می‌کند. (در گذشته این نشان به وسیلهٔ کشیش کلیسا مقدس می‌شده‌است) او همچنین تاجی دریافت می‌کند که یاداور افراد مورد علاقه‌اش به خصوص خانواده کنونی‌اش است. در پایان دختر نوجوان دسته گل‌های خود را به مریم مقدس مریم تقدیم می‌کند.

پس از مراسم مذهبی، اعضای خانواده و دوستان و آشنایان دور هم جمع می‌شوند و هدایایی به دختر نوجوان اهدا می‌کنند. جشن تولد ممکن است در خانه دختر، در خیابان (معروف به tocada)یا در مکان‌های خاص مانند :سالن‌های پذیرایی، غذاخوری یا در کازینو. در جشن تولد دختر با دوستان صمیمی خود والس می‌رقصد. قسمت‌های از این تشریفات گاهی از یک هفته یا حتی یه ماه قبل تمرین شده‌اند. مراسم عموماً از شش بخش تشکیل شده‌است:
- ورود نوجوان به اتاقی که مهمان‌ها انتظار می‌کشند.
- نوشیدن شراب به سلامتی، امکان دارد که پدر یا مادر خوانده دختر یا خود پدر و مادر او سخنرانی کوتاه داشته باشند.
- رقص والس دختر با همراهانش، همراهان دختر به نوبت جای خود را در طول اولین رقص عوض می‌کنند.
- رقص والس خانوادگی، اعضای خانواده و آشنایان نزدیک دهتر با او می‌رقصند.
- رقص والس جمعی، همهٔ حاضرین با موزیک والس می‌رقصند.
- آهنگ درخواستی، ترانهٔ مورد علاقهٔ دختر در اتن‌های جشن پخش می‌شود.

دختران مکزیکی تا سن پانزده سالگی به جز در مدرسه یا با خانواده اجازه ندارند که در مکان‌های عمومی برقصند. برای همین رقص دختر با همراهانش در جشن اولین تجربهٔ رقص او در حضور عموم است.سنت‌های دیگری هم وجود دارند مانند: سنت آخرین عروسک ("La Ultima Muñeca"). این سنت از سرخ پوستان مایا مایا گرفته شده و به عروسک مورد علاقهٔ دوران کودکی دختر مربوط می‌شود. این عمل برای دختر حکم بازگشتی است به این که دوران کودکی او به پایان رسیده و باید خود را برای ازدواج و دورهٔ بزرگسالی آماده کند. یکی دیگر از سنت‌ها رسم کفش است که در آن پدر کفش‌های دخترانهٔ فرزندش را از مدل بچگانه (پاشنه کوتاه) به مدل زنانه (پاشنه بلند) تغییر می‌دهد که این کار باز هم تأکیدی است بر این که دختر نوجوان وارد دوران بلوغ و بزرگسالی شده‌است. پس از اجرای این تشریفات نوبت به صرف شام می‌رسد. در این هنگام در حالی که مهمان‌ها در خال شام خوردن، صحبت کردن و رقصیدن هستند، ترانه‌های زیبا پخش می‌شود و جشن در نقطهٔ اوج خود است.

صبح روز بعد، اعضای خانواده و خویشان نزدیک شاید در یک صبحانهٔ مخصوص نیز شرکت کنند که از آن به عنوان دوباره گرم کردن recalentado یاد می‌شود. برای صبحانه غذاها ی باقی‌مانده از شب گذشته که تدارک دیده شده بودند دوباره گرم می‌شوند و با آبجو یا نوشیدنی‌های سبک صرف می‌شوند.

## اکوادور، کلمبیا و ونزوئلا
در اکوادور، کلمبیا و ونزوئلا جشن با ورود دختر همراه پدرش آغاز می‌شود سپس مادر، خویشاوندان و سایر مهمانان وارد می‌شوند. پدر و دختر ابتدا والس و سپس با سایر ملودی‌ها می‌رقصند. دختر کویینسس سپس با برادرانش (اگر داشته باشد)، عموها و پدرخوانده و مادر خوانده‌اش می‌رقصد. او با تمام حاضرین پاسو یا والس (با هر موزیکی:پاپ، والس، مرنگو…)می‌رقصد. برای این مناسبت دختر پیراهنی رسمی، رنگی و روشن می‌پوشد و تاجی کوچک تزیین شده به موی سرو جواهراتی متناسب با آن برگردن و دست‌های خود دارد. همهٔ مهمان‌ها لباس رسمی به تن دارند حتی نوجوانان هم سن و سال کویینسس. پس از تشریفات رقص اصلی نوبت به رقص دختر با دوستانش می‌رسد. سپس جشن با اجرای زنده گروه نوازندگان، هنرمندان معروف، دی جی‌ها، صرف غذا، نوشیدنی‌ها و در ساعات پایانی شب با تند شدن ریتم موزیک جشن و پایکوبی به اوج می‌رسد که به آن «ساعت دیوانگی» (crazy hour) می‌گویند که مهمان‌ها با کلاهگیس‌های خنده دار سوت می‌زنند یا جغجغه به صدا درمی‌آورند. در این هنگام گاهی از کینسه‌آنیرا انتظار می‌رود که خود به تنهایی یا همراهش حرکت غافلگیرکننده‌ای در رقص انجام دهد و 
دیگران-پسر عموها یا دخترعمو ها- به پیروی از او حرکات هیجان انگیز مشابهی انجام دهند.

## اسپانیا
در حالی که به نظر می رسد ریشه این جشن به جشن اشراف زاده های اروپایی باستان به نام "پuesta de largo" یا "مهمانی دбютанته" برمی گردد، که در آن معرفی دختران در سن ازدواج به جامعه جشن گرفته می شد، این جشن در پادشاهی های شبه جزیره ایبریایی رایج بود و همیشه به اقشار بالای جامعه محدود می شد. در قرن بیستم، سن جشن گرفتن با جشن رسیدن به سن بلوغ مطابقت داده شد. این رسم به آمریکای لاتین رسید، جایی که در همه طبقات مردم ریشه کرد. با این حال، در اسپانیا، به تدریج در طول قرن بیستم ناپدید شد. این جشن دوباره توسط مهاجران از آمریکای لاتین، البته به شکلی کمتر رسمی، در آنجا معرفی شد. با این حال، این نسخه از جشن یک رسم اسپانیایی معمولی در نظر گرفته نمی شود، بلکه برای مهاجران اختصاص داده شده است.